# Cotinga cotinga
Cotinga cotinga е вид птица от семейство Cotingidae.

## Разпространение
Видът е разпространен в Бразилия, Колумбия, Френска Гвиана, Гвиана, Перу, Суринам и Венецуела.